# 대한민국 민사소송법 제88조
대한민국 민사소송법 제88조는 소송대리인의 자격의 예외에 대한 민사소송법조문이다.

## 조문
제88조 (소송대리인의 자격의 예외) ①단독판사가 심리ㆍ재판하는 사건 가운데 그 소송목적의 값이 일정한 금액 이하인 사건에서, 당사자와 밀접한 생활관계를 맺고 있고 일정한 범위안의 친족관계에 있는 사람 또는 당사자와 고용계약 등으로 그 사건에 관한 통상사무를 처리ㆍ보조하여 오는 등 일정한 관계에 있는 사람이 법원의 허가를 받은 때에는 제87조를 적용하지 아니한다.

②제1항의 규정에 따라 법원의 허가를 받을 수 있는 사건의 범위, 대리인의 자격 등에 관한 구체적인 사항은 대법원규칙으로 정한다.

③법원은 언제든지 제1항의 허가를 취소할 수 있다.

## 참조 조문
제87조(소송대리인의 자격) 법률에 따라 재판상 행위를 할 수 있는 대리인 외에는 변호사가 아니면 소송대리인이 될 수 없다.

## 같이 보기
- 소송대리인